# 阪神大賞典
阪神大賞典（はんしんだいしょうてん）は、日本中央競馬会（JRA）が阪神競馬場で施行する中央競馬の重賞競走（GII）である。

第1回から寄贈賞を提供している京阪神ビルディングは、旧社名『社団法人西日本競馬振興会』→『京阪神競馬株式会社』→『京阪神不動産株式会社』といい、1955年（昭和30年）まで阪神競馬場の敷地・建物を所有していた。現在は、ウインズ梅田・京都・神戸B館の土地・建物を所有し、ウインズ難波の共同運営に参加している。

なお同社の設立には阪急電鉄が関与しており、阪急杯が創設される前は、本競走に阪急の寄贈賞が掛けられたこともあった。現在も阪急阪神東宝グループでは東京楽天地を通じて、ウインズ錦糸町の土地・建物を所有している。
正賞は兵庫県知事賞、京阪神ビルディング株式会社賞。

## 概要
1953年に、4歳（現3歳）以上の馬による重賞競走として創設。創設当初は阪神競馬場の芝2000mで行われ、その後距離は幾度かの変遷を経て、1974年より芝3000mで定着。負担重量は創設当初ハンデ戦だったが、1956年より別定に変更された。
創設以来、1957年から1960年を除き「暮れの阪神開催を飾る名物レース」として親しまれたが、1987年から春の阪神開催に移され5歳（現4歳）以上の馬による競走となり、あわせて天皇賞（春）の前哨戦として位置づけられた。2014年からは、本競走の1着馬に天皇賞（春）の優先出走権が与えられている。
外国産馬は1978年から、地方競馬所属馬は1995年から出走可能になったほか、2002年からは外国馬も出走可能な国際競走となった。

### 競走条件
以下の内容は、2025年現在のもの。
出走資格: サラ系4歳以上
- JRA所属馬
- 地方競馬所属馬（後述）
- 外国調教馬（優先出走）

負担重量：別定
- 4歳56kg、5歳以上57kg、牝馬2kg減
  - 2024年3月16日以降のGI競走（牝馬限定競走を除く）1着馬2kg増、牝馬限定GI競走またはGII競走（牝馬限定競走を除く）1着馬1kg増
  - 2024年3月15日以前のGI競走（牝馬限定競走を除く）1着馬1kg増（2歳時の成績を除く）

天皇賞（春）のステップ競走に指定されており、地方競馬所属馬は天皇賞（春）の出走候補馬（3頭まで）に優先出走が認められている。また、地方競馬所属馬は本競走で2着以内の成績を収めた馬に天皇賞（春）の優先出走権が与えられる。

### 賞金
2025年の1着賞金は6700万円で、以下2着2700万円、3着1700万円、4着1000万円、5着670万円。

## 歴史
- 1953年
  - 4歳以上の馬による重賞競走として創設、阪神競馬場の芝2000mで施行[4]。
  - 当時の正賞は京阪神競馬株式会社[注 1]賞、京阪神急行電鉄株式会社[注 2]賞、松下電器産業株式会社[注 3]賞[7]。
- 1954年 - 正賞が農林大臣賞と京阪神競馬株式会社賞となる[8]。
- 1956年 - 正賞が京阪神急行電鉄株式会社賞、松下電器産業株式会社賞、京阪神不動産株式会社賞となる[9]。
- 1957年
  - この年のみ、名称を「農林省賞典 阪神大賞典」に変更して施行[4]。
  - 正賞が農林大臣賞と京阪神不動産株式会社賞となる[10]。
- 1958年 - 正賞が京阪神不動産株式会社賞となる[11]。
- 1978年 - 混合競走に指定、外国産馬が出走可能になる[4]。
- 1984年 - グレード制施行によりGII[注 4]に格付け。
- 1987年 - 開催時期変更（12月から3月に移動）に伴い、出走資格を「5歳以上」に変更。
- 1995年 - 指定交流競走に指定され、地方競馬所属馬が2頭まで出走可能になる[12]。
- 1996年 - この年から正賞が兵庫県知事賞と京阪神不動産株式会社賞となる[12]。
- 2001年 - 馬齢表示の国際基準への変更に伴い、出走条件を「4歳以上」に変更。
- 2002年 - 国際競走に変更され、外国調教馬が4頭まで出走可能になる[13]。
- 2003年 - 外国調教馬の出走枠が8頭に拡大[14]。
- 2014年 - この年から1着馬に天皇賞（春）の優先出走権を付与[4]。
- 2020年 - COVID-19の感染拡大防止のため「無観客競馬」として実施[15]。
- 2021年 - 出走可能頭数を18頭に拡大[16][17]。

### 歴代優勝馬
コース種別を表記していない距離は、芝コースを表す。
優勝馬の馬齢は、2000年以前も現行表記に揃えている。
| 回数   | 施行日         | 競馬場 | 距離  | 優勝馬             | 性齢 | タイム          | 優勝騎手   | 管理調教師 | 馬主                           |
| ------ | -------------- | ------ | ----- | ------------------ | ---- | --------------- | ---------- | ---------- | ------------------------------ |
| 第1回  | 1953年12月6日  | 阪神   | 2000m | コウラン           | 牡3  | 2:05 2/5        | 土門健司   | 坂口正二   | 笠木政彦                       |
| 第2回  | 1954年12月12日 | 阪神   | 2000m | ヒヤキオーガン     | 牡3  | 2:04 1/5        | 佐藤勇     | 武田文吾   | 坂上忠兵衞                     |
| 第3回  | 1955年12月25日 | 阪神   | 2000m | セカイオー         | 牡3  | 2:06 0/5        | 島崎宏     | 加藤清一   | 吉木三郎                       |
| 第4回  | 1956年12月2日  | 阪神   | 2000m | ダイナナホウシユウ | 牡5  | 2:04 1/5        | 上田三千夫 | 上田武司   | 上田清次郎                     |
| 第5回  | 1957年11月3日  | 阪神   | 2200m | トツプラン         | 牡3  | 2:17 1/5        | 栗田勝     | 武田文吾   | 坂谷豊次                       |
| 第6回  | 1958年11月3日  | 阪神   | 2200m | カツラシユウホウ   | 牡3  | 2:20 0/5        | 蛯名武五郎 | 藤本冨良   | 牧市太郎                       |
| 第7回  | 1959年11月3日  | 阪神   | 2200m | トキツヒロ         | 牡3  | 2:21.7          | 大根田裕也 | 大久保房松 | 伊藤忠雄                       |
| 第8回  | 1960年10月30日 | 阪神   | 2200m | ヤマニンモアー     | 牡3  | 2:16.1          | 浅見国一   | 藤本冨良   | 土井宏二                       |
| 第9回  | 1961年12月17日 | 阪神   | 2200m | ヘリオス           | 牡4  | 2:22.9          | 大久保正陽 | 大久保亀治 | 加藤弘                         |
| 第10回 | 1962年12月16日 | 阪神   | 2200m | モトイチ           | 牡3  | 2:21.6          | 須貝彦三   | 橋田俊三   | 塚本元一                       |
| 第11回 | 1963年12月15日 | 阪神   | 2200m | ヒカルポーラ       | 牡4  | 2:19.2          | 高橋成忠   | 佐藤勇     | 坪田喜之助                     |
| 第12回 | 1964年12月20日 | 阪神   | 2200m | コウタロー         | 牡4  | 2:17.7          | 武邦彦     | 柴田不二男 | 上田米子                       |
| 第13回 | 1965年12月19日 | 阪神   | 3100m | チトセオー         | 牡3  | 3:19.2          | 湯浅三郎   | 加藤清一   | 野間美治                       |
| 第14回 | 1966年12月18日 | 阪神   | 3100m | リユウフアーロス   | 牡3  | 3:16.0          | 宮本悳     | 橋本正晴   | 三好諦三                       |
| 第15回 | 1967年12月17日 | 阪神   | 3100m | フイニイ           | 牡3  | 3:17.4          | 保田隆芳   | 尾形藤吉   | 永田賢介                       |
| 第16回 | 1968年12月29日 | 阪神   | 3100m | ムオー             | 牡4  | 3:17.9          | 大根田裕也 | 梅内慶蔵   | 伊藤忠雄                       |
| 第17回 | 1969年12月28日 | 阪神   | 3100m | ダテハクタカ       | 牡3  | 3:14.5          | 宇田明彦   | 星川泉士   | （株）伊達牧場                 |
| 第18回 | 1970年12月27日 | 阪神   | 3100m | スピーデーワンダー | 牡4  | 3:18.5          | 栗田勝     | 梅内慶蔵   | 石坂達也                       |
| 第19回 | 1971年12月26日 | 阪神   | 3100m | スインホウシュウ   | 牡3  | 3:23.2          | 安藤正敏   | 上田三千夫 | 上田清次郎                     |
| 第20回 | 1972年12月24日 | 阪神   | 3100m | ハマノパレード     | 牡3  | 3:27.7          | 吉岡八郎   | 坂口正二   | （株）ホースタジマ             |
| 第21回 | 1973年12月23日 | 阪神   | 3100m | ディクタボーイ     | 牡3  | 3:12.7          | 高橋成忠   | 布施正     | 渡辺淳三                       |
| 第22回 | 1974年12月22日 | 阪神   | 3000m | クリオンワード     | 牡4  | 3:06.0          | 安田伊佐夫 | 栗田勝     | 樫山純三                       |
| 第23回 | 1975年12月21日 | 阪神   | 3000m | ロングホーク       | 牡3  | 3:08.3          | 久保敏文   | 松田由太郎 | 中井長一                       |
| 第24回 | 1976年12月26日 | 阪神   | 3000m | ホクトボーイ       | 牡3  | 3:14.2          | 久保敏文   | 久保道雄   | 森滋                           |
| 第25回 | 1977年12月25日 | 阪神   | 3000m | タニノチェスター   | 牡5  | 3:07.5          | 久保敏文   | 久保道雄   | 谷水雄三                       |
| 第26回 | 1978年12月24日 | 阪神   | 3000m | キャプテンナムラ   | 牡3  | 3:13.5          | 飯田明弘   | 坂口正大   | 奈村信重                       |
| 第27回 | 1979年12月23日 | 阪神   | 3000m | ファインドラゴン   | 牡3  | 3:09.3          | 南井克巳   | 内田繁三   | 吉田久博                       |
| 第28回 | 1980年12月21日 | 京都   | 3000m | グレートタイタン   | 牡5  | 3:12.5          | 田原成貴   | 吉田三郎   | 長底定治郎                     |
| 第29回 | 1981年12月20日 | 阪神   | 3000m | アリーナオー       | 牡3  | 3:09.6          | 武邦彦     | 湯浅三郎   | 山本信行                       |
| 第30回 | 1982年12月26日 | 阪神   | 3000m | ハンキイナリ       | 牡6  | 3:13.6          | 南井克巳   | 大沢真     | 前田勝治                       |
| 第31回 | 1983年12月25日 | 阪神   | 3000m | シンブラウン       | 牡3  | 3:04.9          | 岩元市三   | 布施正     | 林幸雄                         |
| 第32回 | 1984年12月2日  | 阪神   | 3000m | シンブラウン       | 牡4  | 3:07.5          | 岩元市三   | 布施正     | 林幸雄                         |
| 第33回 | 1985年12月1日  | 阪神   | 3000m | ニシノライデン     | 牡4  | 3:06.8          | 伊藤清章   | 伊藤修司   | 西山正行                       |
| 第34回 | 1986年11月30日 | 阪神   | 3000m | メジロボアール     | 牡3  | 3:06.1          | 村本善之   | 大久保洋吉 | メジロ商事（株）               |
| 第35回 | 1987年3月15日  | 阪神   | 3000m | スダホーク         | 牡5  | 3:10.3          | 田村正光   | 古山良司   | 須田松夫                       |
| 第36回 | 1988年3月13日  | 阪神   | 3000m | タマモクロス       | 牡4  | 3:12.1 （同着） | 南井克巳   | 小原伊佐美 | タマモ（株）                   |
| 第36回 | 1988年3月13日  | 阪神   | 3000m | ダイナカーペンター | 牡4  | 3:12.1 （同着） | 加用正     | 増本豊     | （有）社台レースホース         |
| 第37回 | 1989年3月12日  | 阪神   | 3000m | ナムラモノノフ     | 牡4  | 3:07.4          | 岡富俊一   | 野村彰彦   | 奈村信重                       |
| 第38回 | 1990年3月11日  | 阪神   | 3000m | オースミシャダイ   | 牡4  | 3:10.1          | 松永昌博   | 武邦彦     | 山路秀則                       |
| 第39回 | 1991年3月10日  | 中京   | 3000m | メジロマックイーン | 牡4  | 3:07.3          | 武豊       | 池江泰郎   | メジロ商事（株）               |
| 第40回 | 1992年3月15日  | 阪神   | 3000m | メジロマックイーン | 牡5  | 3:13.5          | 武豊       | 池江泰郎   | メジロ商事（株）               |
| 第41回 | 1993年3月14日  | 阪神   | 3000m | メジロパーマー     | 牡6  | 3:09.2          | 山田泰誠   | 大久保正陽 | （有）メジロ牧場               |
| 第42回 | 1994年3月13日  | 中京   | 2800m | ムッシュシェクル   | 牡6  | 2:55.2          | 藤田伸二   | 小林稔     | 藤立啓一                       |
| 第43回 | 1995年3月12日  | 京都   | 3000m | ナリタブライアン   | 牡4  | 3:08.2          | 南井克巳   | 大久保正陽 | 山路秀則                       |
| 第44回 | 1996年3月9日   | 阪神   | 3000m | ナリタブライアン   | 牡5  | 3:04.9          | 武豊       | 大久保正陽 | 山路秀則                       |
| 第45回 | 1997年3月16日  | 阪神   | 3000m | マヤノトップガン   | 牡5  | 3:07.2          | 田原成貴   | 坂口正大   | 田所祐                         |
| 第46回 | 1998年3月22日  | 阪神   | 3000m | メジロブライト     | 牡4  | 3:09.3          | 河内洋     | 浅見秀一   | （有）メジロ牧場               |
| 第47回 | 1999年3月21日  | 阪神   | 3000m | スペシャルウィーク | 牡4  | 3:13.4          | 武豊       | 白井寿昭   | 臼田浩義                       |
| 第48回 | 2000年3月19日  | 阪神   | 3000m | テイエムオペラオー | 牡4  | 3:09.4          | 和田竜二   | 岩元市三   | 竹園正繼                       |
| 第49回 | 2001年3月18日  | 阪神   | 3000m | ナリタトップロード | 牡5  | 3:02.5          | 渡辺薫彦   | 沖芳夫     | 山路秀則                       |
| 第50回 | 2002年3月17日  | 阪神   | 3000m | ナリタトップロード | 牡6  | 3:07.9          | 渡辺薫彦   | 沖芳夫     | 山路秀則                       |
| 第51回 | 2003年3月23日  | 阪神   | 3000m | ダイタクバートラム | 牡5  | 3:05.9          | 武豊       | 橋口弘次郎 | （有）太陽ファーム             |
| 第52回 | 2004年3月21日  | 阪神   | 3000m | リンカーン         | 牡4  | 3:08.4          | 武豊       | 音無秀孝   | 近藤英子                       |
| 第53回 | 2005年3月20日  | 阪神   | 3000m | マイソールサウンド | 牡6  | 3:06.2          | 本田優     | 西浦勝一   | 佐野清                         |
| 第54回 | 2006年3月19日  | 阪神   | 3000m | ディープインパクト | 牡4  | 3:08.8          | 武豊       | 池江泰郎   | 金子真人ホールディングス（株） |
| 第55回 | 2007年3月18日  | 阪神   | 3000m | アイポッパー       | 牡7  | 3:08.3          | 武豊       | 清水出美   | （有）サンデーレーシング       |
| 第56回 | 2008年3月23日  | 阪神   | 3000m | アドマイヤジュピタ | 牡5  | 3:08.7          | 岩田康誠   | 友道康夫   | 近藤利一                       |
| 第57回 | 2009年3月22日  | 阪神   | 3000m | アサクサキングス   | 牡5  | 3:13.2          | 四位洋文   | 大久保龍志 | 田原慶子                       |
| 第58回 | 2010年3月21日  | 阪神   | 3000m | トウカイトリック   | 牡8  | 3:07.3          | 藤田伸二   | 野中賢二   | 内村正則                       |
| 第59回 | 2011年3月20日  | 阪神   | 3000m | ナムラクレセント   | 牡6  | 3:04.4          | 和田竜二   | 福島信晴   | 奈村信重                       |
| 第60回 | 2012年3月18日  | 阪神   | 3000m | ギュスターヴクライ | 牡4  | 3:11.8          | 福永祐一   | 荒川義之   | （有）社台レースホース         |
| 第61回 | 2013年3月17日  | 阪神   | 3000m | ゴールドシップ     | 牡4  | 3:05.0          | 内田博幸   | 須貝尚介   | 小林英一                       |
| 第62回 | 2014年3月23日  | 阪神   | 3000m | ゴールドシップ     | 牡5  | 3:06.6          | 岩田康誠   | 須貝尚介   | 小林英一                       |
| 第63回 | 2015年3月22日  | 阪神   | 3000m | ゴールドシップ     | 牡6  | 3:05.9          | 岩田康誠   | 須貝尚介   | （同）小林英一ホールディングス |
| 第64回 | 2016年3月20日  | 阪神   | 3000m | シュヴァルグラン   | 牡4  | 3:05.8          | 福永祐一   | 友道康夫   | 佐々木主浩                     |
| 第65回 | 2017年3月19日  | 阪神   | 3000m | サトノダイヤモンド | 牡4  | 3:02.6          | C.ルメール | 池江泰寿   | 里見治                         |
| 第66回 | 2018年3月18日  | 阪神   | 3000m | レインボーライン   | 牡5  | 3:03.6          | 岩田康誠   | 浅見秀一   | 三田昌宏                       |
| 第67回 | 2019年3月17日  | 阪神   | 3000m | シャケトラ         | 牡6  | 3:06.5          | 戸崎圭太   | 角居勝彦   | 金子真人ホールディングス（株） |
| 第68回 | 2020年3月22日  | 阪神   | 3000m | ユーキャンスマイル | 牡5  | 3:03.0          | 岩田康誠   | 友道康夫   | 金子真人ホールディングス（株） |
| 第69回 | 2021年3月21日  | 阪神   | 3000m | ディープボンド     | 牡4  | 3:07.3          | 和田竜二   | 大久保龍志 | 前田晋二                       |
| 第70回 | 2022年3月20日  | 阪神   | 3000m | ディープボンド     | 牡5  | 3:05.0          | 和田竜二   | 大久保龍志 | 前田晋二                       |
| 第71回 | 2023年3月19日  | 阪神   | 3000m | ジャスティンパレス | 牡4  | 3:06.1          | C.ルメール | 杉山晴紀   | 三木正浩                       |
| 第72回 | 2024年3月17日  | 阪神   | 3000m | テーオーロイヤル   | 牡6  | 3:06.8          | 菱田裕二   | 岡田稲男   | 小笹公也                       |
| 第73回 | 2025年3月23日  | 阪神   | 3000m | サンライズアース   | 牡4  | 3:03.3          | 池添謙一   | 石坂公一   | （株）ライフハウス             |

## ギャラリー

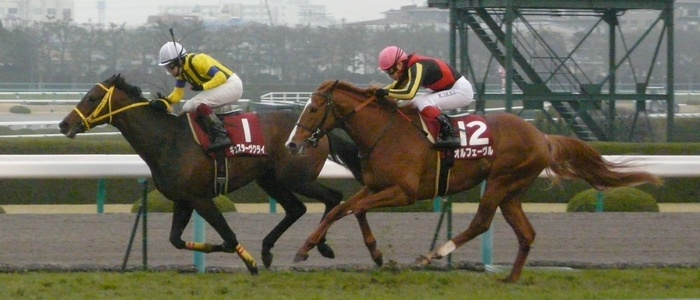
第60回優勝馬ギュスターヴクライ（1番） （鞍上：福永祐一）
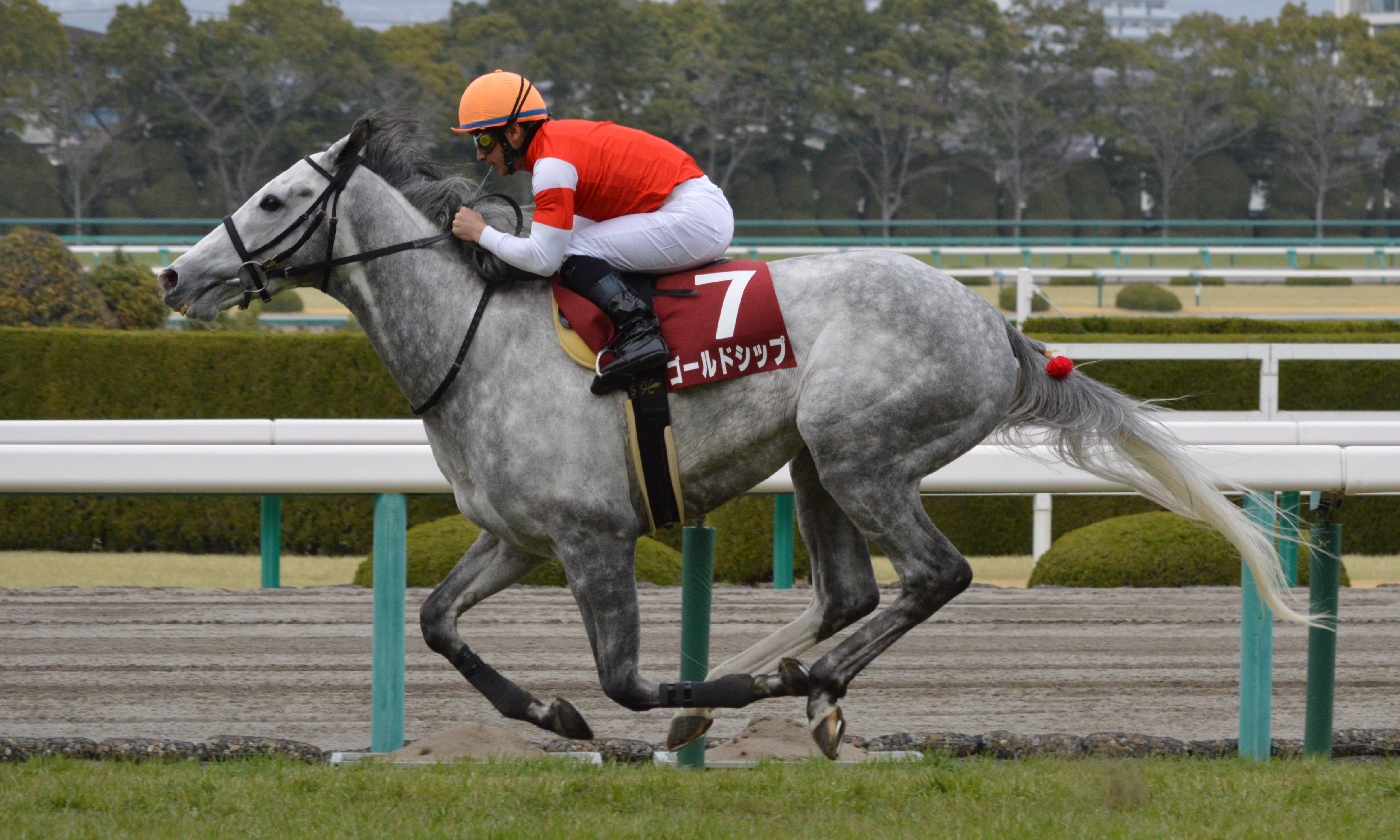
第61回優勝馬ゴールドシップ （鞍上：内田博幸）
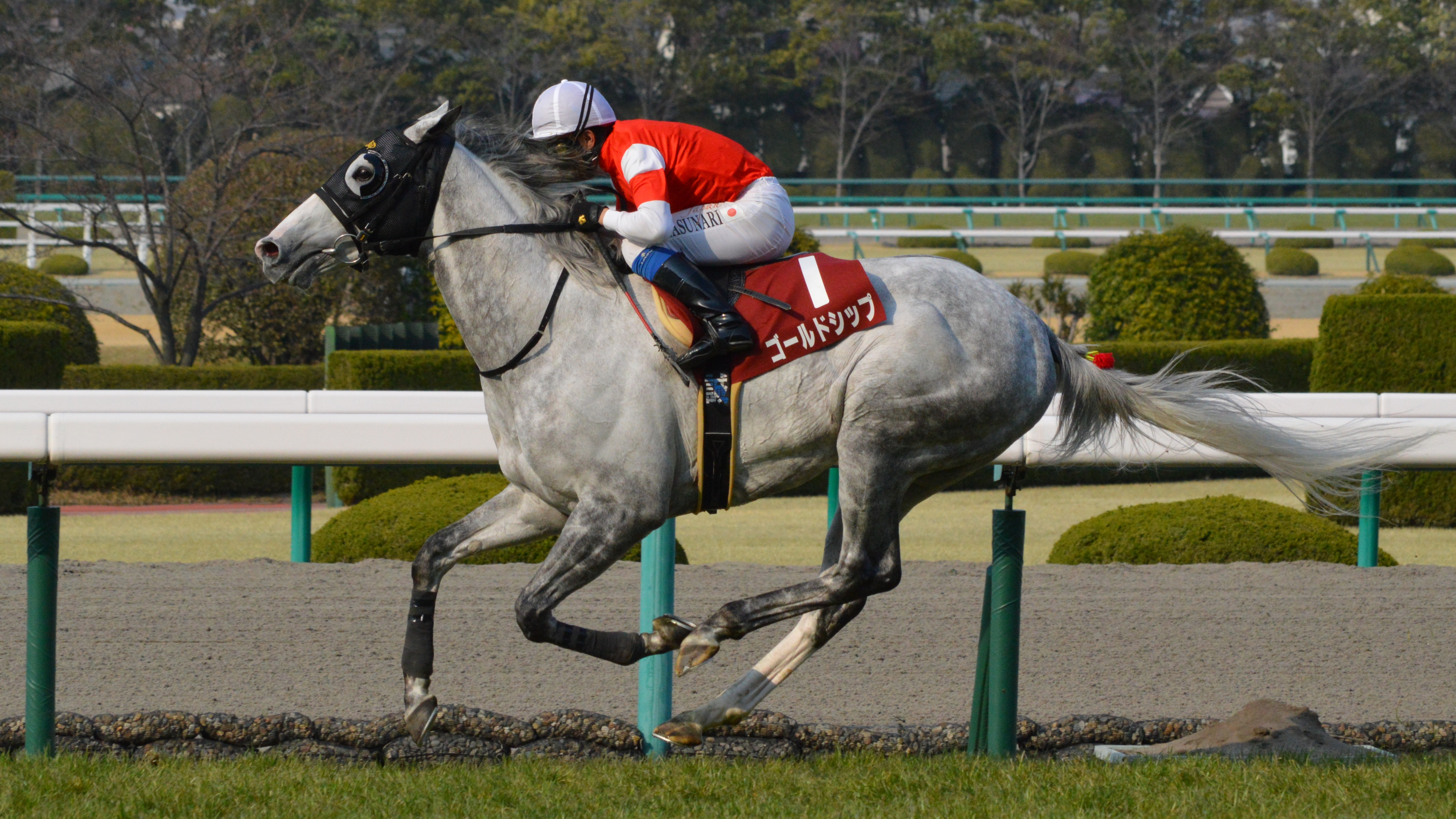
第62回優勝馬ゴールドシップ （鞍上：岩田康誠）
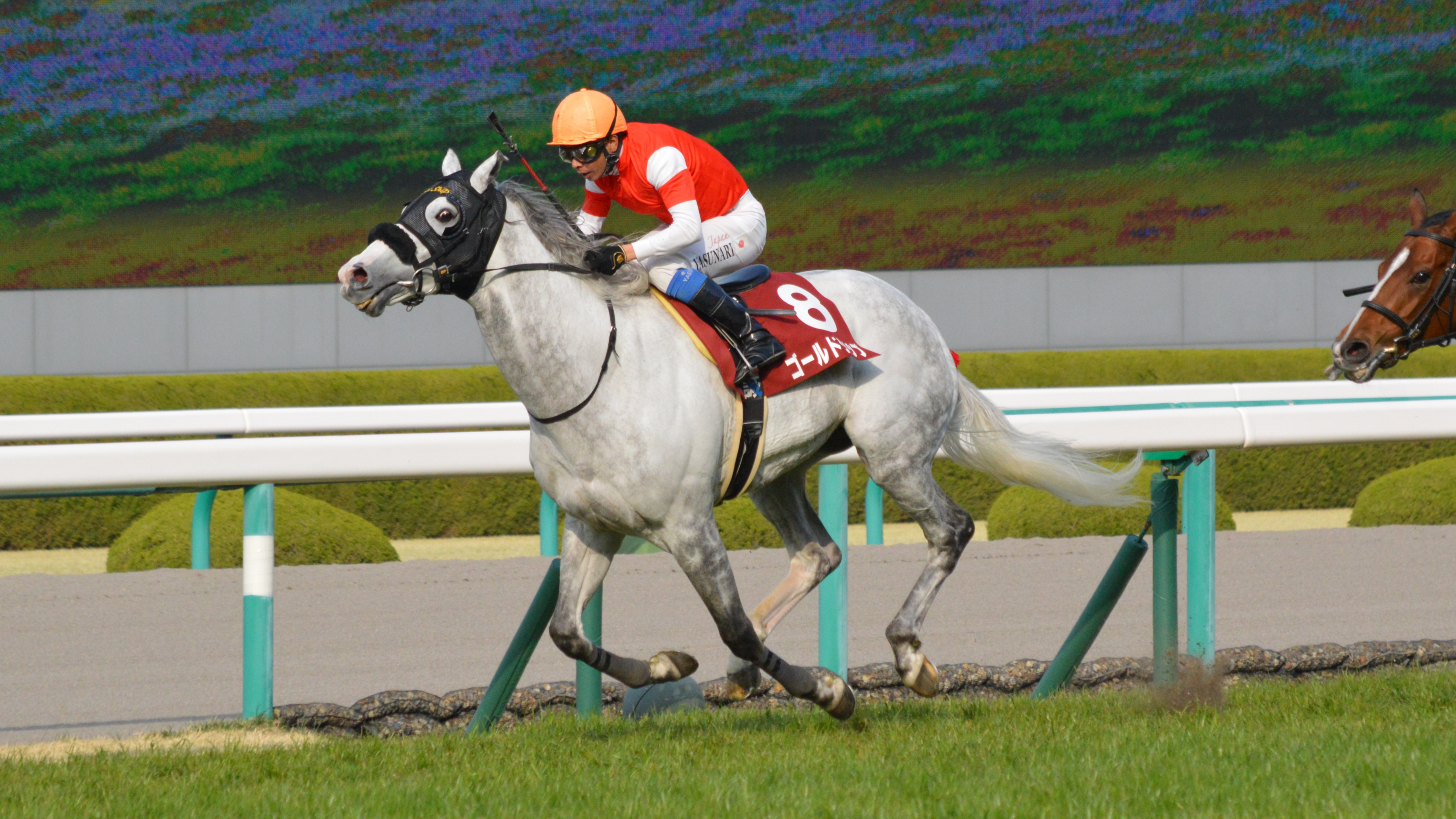
第63回優勝馬ゴールドシップ （鞍上：岩田康誠）
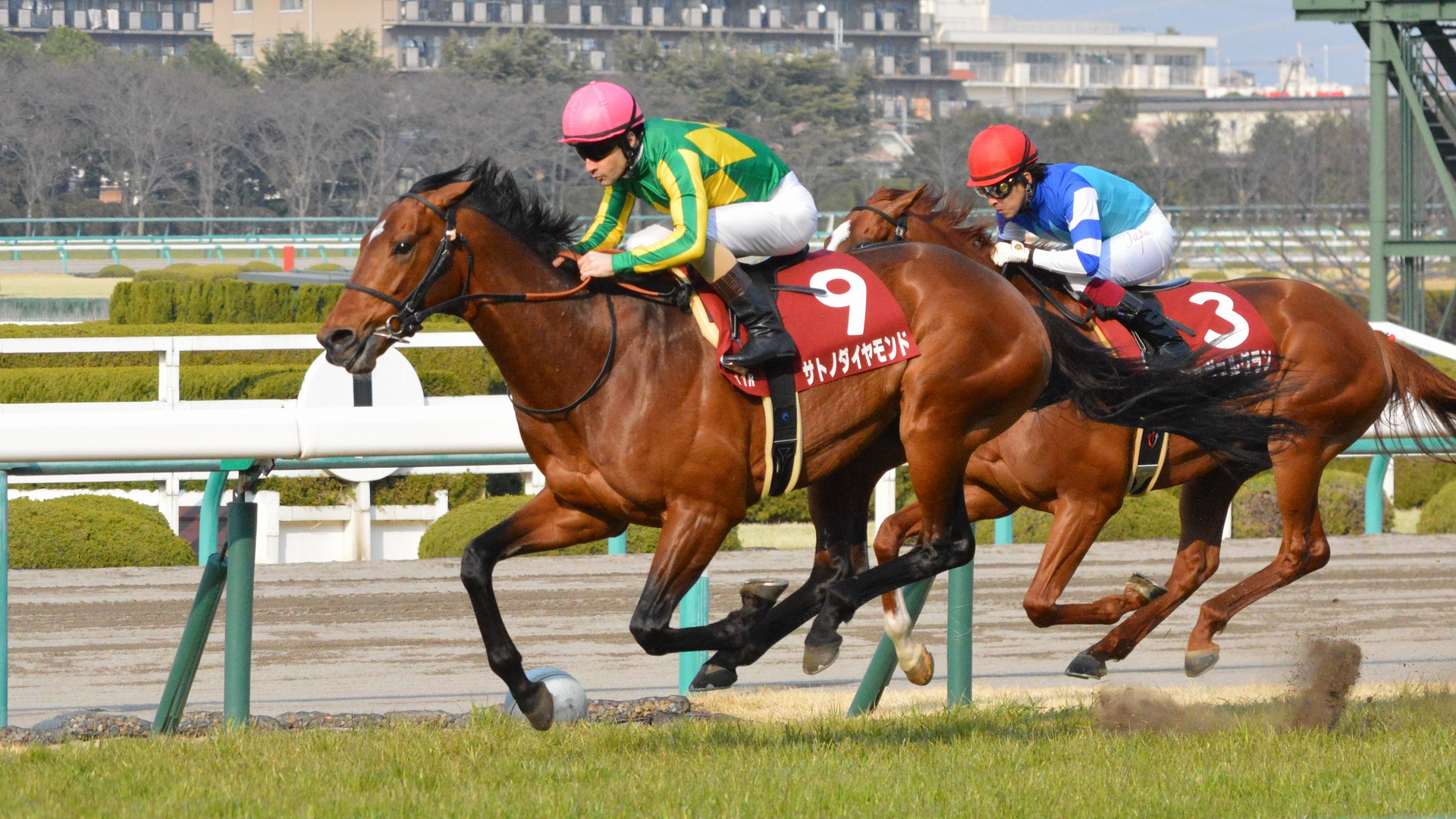
第65回優勝馬サトノダイヤモンド （鞍上：クリストフ・ルメール）
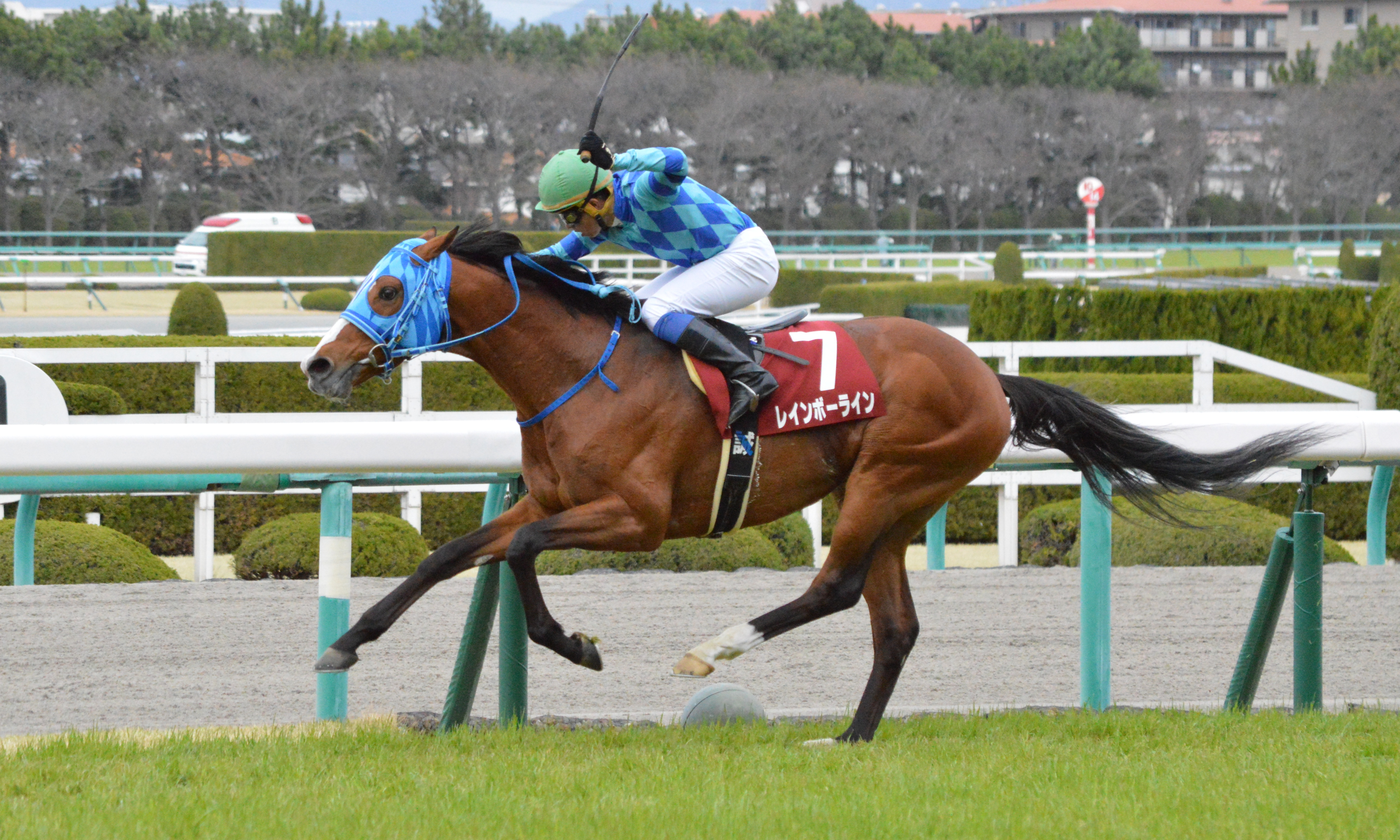
第66回優勝馬レインボーライン （鞍上：岩田康誠）
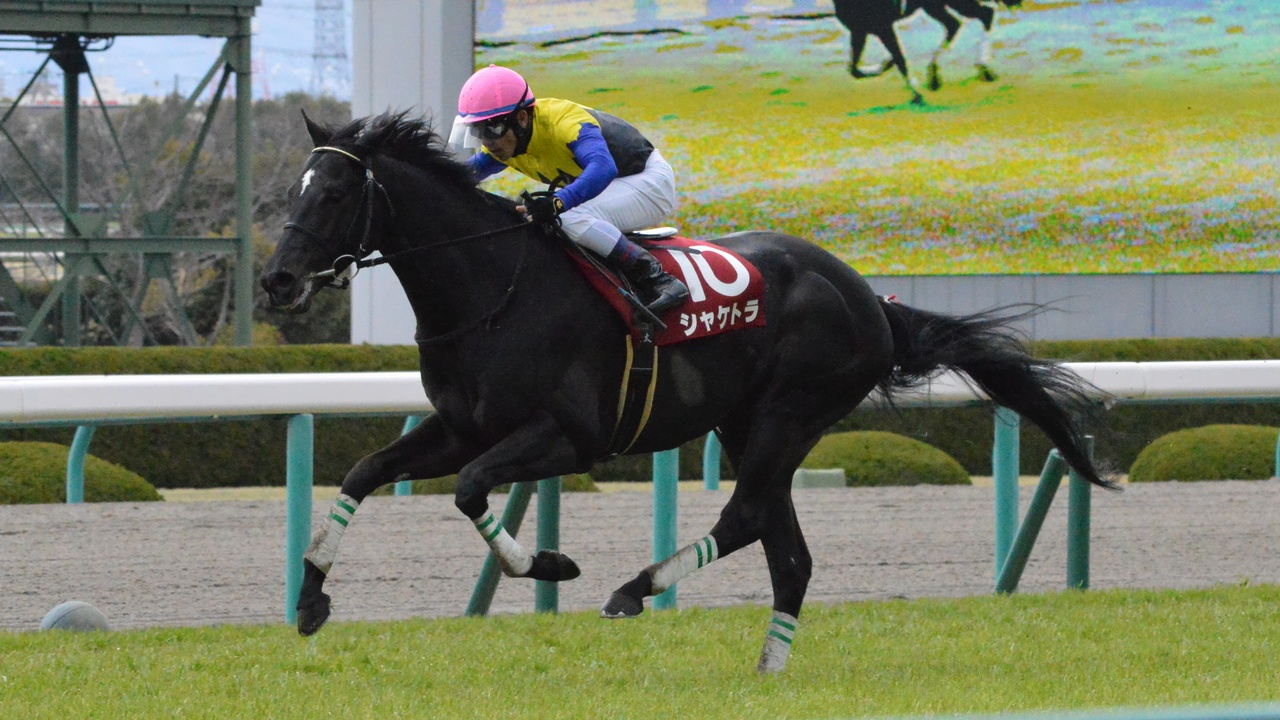
第67回優勝馬シャケトラ （鞍上：戸崎圭太）
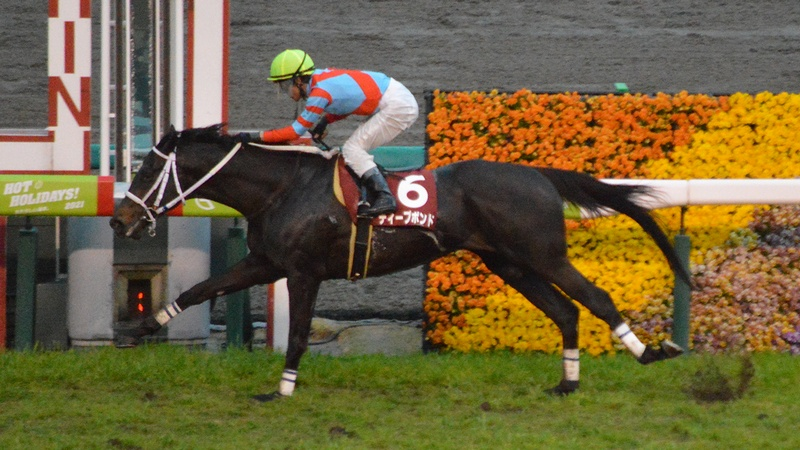
第69回優勝馬ディープボンド （鞍上：和田竜二）
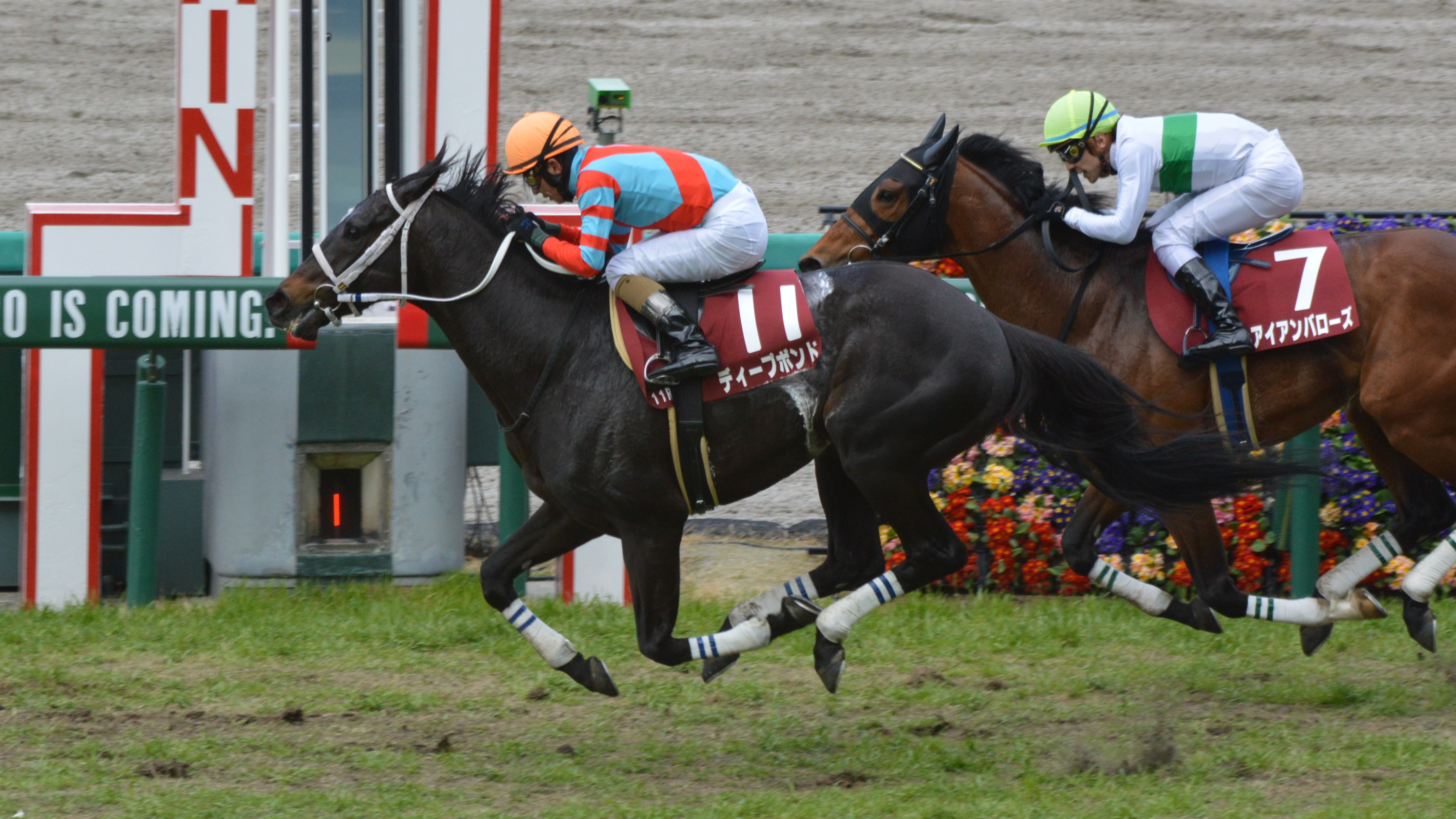
第70回優勝馬ディープボンド （鞍上：和田竜二）